# Цингоний Варрон
Цинго́ний Варро́н (лат. Cingonius Varro; казнён в 68 году, Рим, Римская империя) — древнеримский государственный и политический деятель, консул-десигнат 68 года.

## Биография
Предположительно, Варрон происходил из Италии. В 61 году, после убийства городского префекта Луция Педания Секунда, он предложил выслать из Италии всех вольноотпущенников, однако император Нерон отклонил его предложение. Варрон был предназначен ординарным консулом на 68 год. Но Цингоний сочинил речь в защиту префекта претория и узурпатора Гая Нимфидия Сабина, из-за чего новый император, Гальба, приказал его казнить.